# Filosofía de las matemáticas

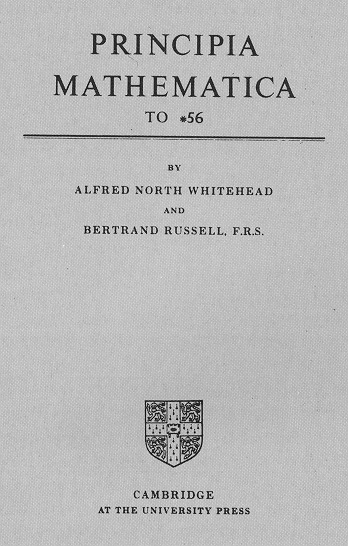
Principia Mathematica, una de las obras más importantes sobre filosofía de las matemáticas.

La filosofía de las matemáticas es un área de la filosofía teórica que trata de comprender y explicar los requisitos, el objeto, el método y la naturaleza de las matemáticas. Como área de estudio puede ser aproximada desde dos direcciones: el punto de vista de los filósofos y el de los matemáticos. Desde el punto de vista filosófico, el objetivo principal es dilucidar una variedad de aspectos problemáticos en la relación entre las matemáticas y la filosofía. Desde el punto de vista matemático, el interés principal es proveer al conocimiento matemático de fundamentos firmes. Es importante mantener presente que aunque estos dos enfoques pueden implicar diferentes esquemas e intereses, no son opuestos, sino más bien complementarios: «Cuando los matemáticos profesionales se ocupan de los fundamentos de su disciplina, se dice que se dedican a la investigación fundamental (o trabajo fundacional o de fundamentos.- ver Metamatemática). Cuando los filósofos profesionales investigan cuestiones filosóficas relativas a las matemáticas, se dice que contribuyen a la filosofía de las matemáticas. Por supuesto, la distinción entre la filosofía de las matemáticas y los fundamentos de las matemáticas es vaga, y cuanto mayor interacción  haya entre los filósofos y los matemáticos que trabajan en cuestiones relativas a la naturaleza de las matemáticas, mejor.».
- De acuerdo a Jeremy Avigad (profesor de ciencias matemáticas y de filosofía en la Universidad Carnegie Mellon[3]) “el conocimiento matemático ha sido considerado por mucho tiempo como un paradigma del conocimiento humano con verdades que son a la vez necesarias y ciertas, por lo que dar una explicación del conocimiento matemático es una parte importante de la epistemología. Los objetos matemáticos, tales como los números y los conjuntos, son ejemplos arquetípicos de abstracciones, dado que el tratamiento que reciben en nuestro discurso es el de objetos independientes del tiempo y el espacio. Encontrar un lugar para los objetos de este tipo en un marco más amplio del pensamiento es una tarea central de la ontología, o metafísica. El rigor y la precisión del lenguaje matemático se debe a que está basado en un vocabulario limitado y una gramática muy estructuradas, y las explicaciones semánticas del discurso matemático a menudo sirven como punto de partida de la filosofía del lenguaje. Aunque el pensamiento matemático ha demostrado un alto grado de estabilidad a través de la historia, su práctica también ha evolucionado con el tiempo, y algunos desarrollos han provocado controversia y debate; clarificar los objetivos básicos de esta práctica y los métodos apropiados es, por lo tanto, una tarea metodológica y fundacional importante que sitúa a la filosofía de las matemáticas dentro de la filosofía general de la ciencia.
- De acuerdo con Bertrand Russell, las matemáticas son una disciplina que, cuando se parte de sus porciones más familiares, puede llevarse a cabo en cualquiera de dos direcciones opuestas (una busca la expansión del conocimiento, la otra darle fundamentos: Nota del traductor). Pero se debe entender que la distinción es una, no en la materia objeto, sino en el estado de la mente del investigador...(...)... así como necesitamos dos tipos de instrumentos, el telescopio y el microscopio, para la ampliación de nuestras capacidades visuales, del mismo modo necesitamos dos tipos de instrumentos para la ampliación de nuestras capacidades lógicas, uno para hacernos avanzar hacia las matemáticas superiores, y el otro que nos lleve hacia atrás, hacia los fundamentos lógicos de aquello que estamos inclinados a dar por sentado en las matemáticas. Veremos que mediante el análisis de las nociones matemáticas ordinarias se adquiere una nueva perspectiva, nuevos poderes, y los medios de llegar a nuevos temas matemáticos completos, mediante la adopción de nuevas líneas de avance, siguiendo nuestro viaje hacia atrás.[4]

Como ya se ha sugerido, estas aproximaciones no son conflictivas. En las palabras de Imre Lakatos: «Al discutir los esfuerzos modernos por establecer los fundamentos del conocimiento matemático uno tiende a olvidarse de que se trata solo de un capítulo en el gran esfuerzo de superación del escepticismo estableciendo los fundamentos para el conocimiento en general. El objeto de mi contribución es mostrar que la filosofía matemática moderna está profundamente enraizada en la epistemología general y  solamente se puede comprender  en ese contexto». (énfasis de Lakatos).

## Introducción
Desde la antigüedad la filosofía ha tenido interés en, por lo menos, ciertos aspectos de la matemática. En las palabras de Miguel de Guzmán: "Pero hay otros aspectos interesantes de la matemática que atraen de modo natural al filósofo. La dinámica interna del pensamiento matemático, la lógica de su estructura, simple, tersa, sobria, clara, hacen de ella un modelo de reflexión fiable que suscita el consenso de todos. Los filósofos interesados en aclarar los misterios del conocimiento humano han visto en el pensamiento matemático un campo ideal de trabajo donde poner a prueba sus hipótesis y teorías.". Mario Bunge va más lejos y llega a sugerir que las matemáticas son no sólo el fundamento del quehacer científico sino también del filosófico.
Por mucho de ese tiempo la opinión general era la que Carl Friedrich Gauss resumió: «La matemática es la reina de las ciencias y la aritmética es la reina de las matemáticas. Ella a menudo se digna a prestar un servicio a la astronomía y a otras ciencias naturales, pero en todas las relaciones, tiene derecho a la primera fila». Esta preeminencia se debía a una percepción que, últimamente, emana de Platón: "En las matemáticas se halla el origen y fundamento de la teoría platónica de las formas o ideas. En esta la idealización de los entes matemáticos se transforma en la idealización de los entes físicos y psíquicos. La verdad matemática, por su invariabilidad en el tiempo, era el modelo a seguir en todo conocimiento intelectual. El método deductivo, que partiendo de axiomas y definiciones llegaba a la demostración de teoremas, era el modelo prestigioso de razonamiento para todo saber. En el diálogo "Menón" Sócrates,  a través de preguntas y respuestas, hace que un esclavo alcance por su propio razonamiento una verdad matemática; así, de una manera popular, expone Platón que las matemáticas están en el alma humana, ya que en esta se halla presente el logos que gobierna el mundo material mediante las proporciones aritméticas y geométricas. Sólo se requiere la introspección para volvernos conscientes de ese saber interno.".
Esa posición es generalmente conocida como realismo; platonismo o realismo platónico y "de manera muy esquemática, puede sintetizarse en la creencia de que los objetos matemáticos son reales y su existencia es un hecho objetivo e independiente de nuestro conocimiento de los mismos.... existen fuera del espacio y del tiempo de la experiencia física y cualquier pregunta significativa sobre ellos tiene una respuesta definida. Así el matemático es, en este sentido, como un científico empírico que no puede inventar ni construir sino solo descubrir algo que ya existe. Acorde con el físico Paul Davies: "Los científicos no usan las matemáticas simplemente como una forma conveniente de organizar los datos. Creen que las relaciones matemáticas reflejan aspectos reales del mundo físico."
Sin embargo, hacia fines del siglo XIX esta situación comenzó a cambiar, proceso que eventualmente culminó, a fines del siglo XIX y comienzo del XX, en la llamada crisis de los fundamentos: "La imagen tradicional de las matemáticas (formal e infalible) fue cuestionada a raíz de la llamada "crisis de los fundamentos de las matemáticas", que sucedió en el siglo XIX. Dicha "crisis" se originó principalmente por dos descubrimientos: primero el de las geometrías no euclidianas y, segundo, el de la teoría de los conjuntos."
Esa situación ha sido resumida de la siguiente manera
"Hasta bien entrado el siglo XIX, la geometría era universalmente considerada la rama más firme del conocimiento.... La Geometría era, simplemente, el estudio de las propiedades del espacio. Estas se manifestaban como verdades objetivas, universalmente válidas para la mente humana.
Durante el siglo XIX sucedieron “varios desastres que iban a cambiar completamente esta situación. El primero fue el descubrimiento de geometrías no euclídeas, al que inmediatamente siguió otro desastre mayor: el desarrollo del análisis por caminos contrarios a la intuición geométrica (curvas que llenan el espacio, funciones continuas no diferenciables, etc.) lo que puso de manifiesto la gran vulnerabilidad del único fundamento que hasta entonces tenían las Matemáticas: la intuición geométrica. Esto era una auténtica catástrofe puesto que en algún sentido implicaba la pérdida de la certeza, no solo en la Matemática sino en todo el conocimiento humano.
Se pensó entonces buscar otra “base segura” para fundamentar las Matemáticas, y así Dedekind y Weierstrass mostraron como era posible construir el análisis -el continuo- a partir de la Aritmética. Parecía que todo volvía a estar en orden, pues nadie dudaba de la certeza proporcionada por nuestra intuición de contar y así los números enteros serían la nueva base segura para todo el edificio matemático... (ver programa de Hilbert).
Pero el intento de fundamentar rigurosamente la Matemática iba a ser llevado un paso más lejos por Frege, quien comenzó un ambicioso programa para basar las Matemáticas en la Lógica -a través de la Aritmética. Este fue el punto de partida de la escuela logicista que más tarde sería continuada por Russell y Whitehead. La idea logicista consistía en demostrar que la Matemática clásica era parte de la lógica, de modo que una vez culminado su programa podría asegurarse que la Matemática estaba libre de contradicción al menos en la misma medida que la propia lógica.
Sin embargo, ya en ese momento se habían hecho descubrimientos que iban a sacudir completamente este optimismo dejando de nuevo a la Matemática sin fundamentos seguros. En efecto, la construcción del continuo a partir de la Aritmética se basaba en la Teoría de Conjuntos de Cantor (ver hipótesis del continuo), que también había sido utilizada por Frege en sus fundamentación de la Aritmética. Pero la teoría de Cantor, y en particular su hipótesis básica sobre la existencia de conjuntos encerrada en su definición: “un conjunto es cualquier colección de objetos distintos de nuestra intuición o nuestro pensamiento”, que puede ser traducida por “cualquier condición determina un conjunto”, iba a revelarse inconsistente."
Esa crisis dio origen a varias tentativas de resolución, lo que, a su vez, dio origen a tres corrientes principales: las escuelas intuicionista, logicista y formalista (esa es la visión general o común, algunos incluyen otras escuelas, tales como el fenomenalismo de Husserl). Argumentablemente esas tentativas fueron infructuosas lo que dio origen a otras escuelas, tanto derivadas de las anteriores como de otras percepciones básicas -por ejemplo, del empirismo. Sin embargo, y argumentablemente, la situación todavía no se ha resuelto del todo.

## Problemas
Al respecto de todo lo anterior hay algunas interrogantes fundamentales y sistemáticas, tales como:
1. el modo de ser de los objetos matemáticos: ¿acaso estos existen realmente e independientemente de cualquier empleo específico? Y, si es así, ¿en qué sentido? Y ¿qué significa referirse a un objeto matemático? ¿Cuál es el carácter de los teoremas matemáticos? ¿Cuál es la relación entre la lógica y las matemáticas? Aquí se trata de cuestiones ontológicas;
2. el origen del conocimiento matemático: ¿cuáles son la fuente y la esencia de la verdad matemática? ¿Cuáles son las condiciones de la ciencia matemática? ¿Cuáles son, en lo fundamental, sus métodos de investigación? ¿Qué papel, en relación con lo anterior, tiene la naturaleza del ser humano? Aquí se trata de cuestiones epistemológicas;
3. la relación entre las matemáticas y la realidad: ¿cuál es la relación entre el mundo abstracto de las matemáticas y el universo material? ¿Tienen las matemáticas sus raíces en la experiencia? Y, si es así, ¿cómo? ¿Cómo es que las matemáticas «calzan tan bien con los objetos de la realidad» (Albert Einstein[28])? ¿De qué manera los conceptos tales como número, punto, infinito, etc. adquieren un significado que trasciende el ámbito estrictamente matemático? William Lane Craig argumentó que la eficacia de las matemáticas en la naturaleza se explica mejor apelando a la existencia de un Dios.[29]

El punto de partida es casi siempre la concepción de que las proposiciones matemáticas son ciertas por principio, de manera atemporal y exacta, y que su veracidad no depende ni de evidencias empíricas ni de puntos de vista personales. La tarea consiste tanto en determinar las condiciones de la posibilidad de adquirir ese conocimiento como en cuestionar críticamente este punto de partida.

## Corrientes

### Artístico
La visión que sostiene que las matemáticas son la combinación estética de suposiciones, y luego también afirma que las matemáticas son un arte, fue compartida por el matemático británico G. H. Hardy y también metafóricamente por el francés Henri Poincaré. Para Hardy, en su libro Apología de un matemático, la definición de matemáticas se parecía más a la combinación estética de conceptos.

### Platonismo

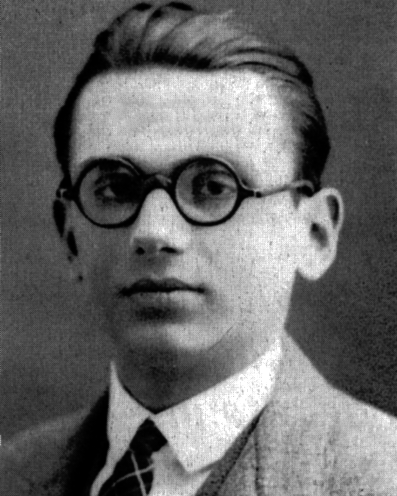
Kurt Gödel

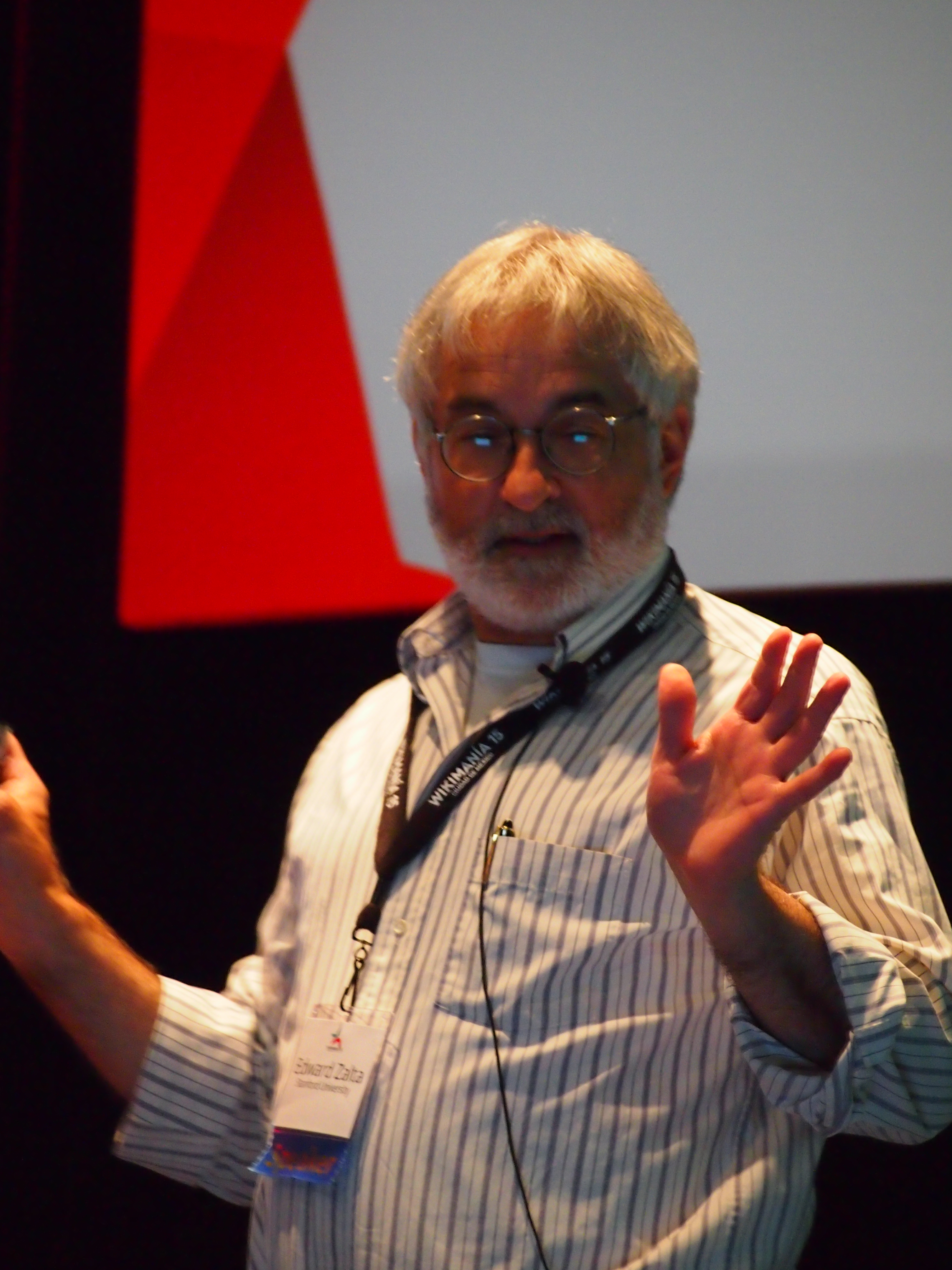
Edward Zalta

En filosofía de las matemáticas, el platonismo matemático o realismo matemático es una corriente de pensamiento que afirma que los objetos matemáticos (números, figuras geométricas, funciones, etc.) no son simples invenciones humanas, sino objetos abstractos que existen por sí mismos, independientemente de la mente humana, es decir, que los objetos y teoremas matemáticos existen en forma aislada del mundo material e independientemente del espacio y del tiempo. Con este punto de vista, las leyes de la naturaleza y los axiomas de la matemática tienen una posición similar y su efectividad encuentra una explicación: su fundamento lo constituye el verdadero mundo de los objetos matemáticos. El platonismo matemático es una forma de realismo filosófico, aplicado a los objetos matemáticos.
Kurt Gödel describe el platonismo matemático brevemente como:

«[…] la concepción de que la matemática describe una realidad no sensible, que existe independientemente tanto de los actos como de las disposiciones de la mente humana, y que es solo percibida por ella, aunque probablemente de forma incompleta.»

### Matematicismo
La hipótesis del universo matemático de Max Tegmark (o matematicismo) va más allá del platonismo al afirmar que no sólo existen todos los objetos matemáticos, sino que no existe nada más. El único postulado de Tegmark es: Todas las estructuras que existen matemáticamente también existen físicamente. Es decir, en el sentido de que "en esos [mundos] lo suficientemente complejos como para contener subestructuras autoconscientes [ellos] se percibirán subjetivamente a sí mismos como existiendo en un mundo 'real' físicamente".

### Aristotelismo

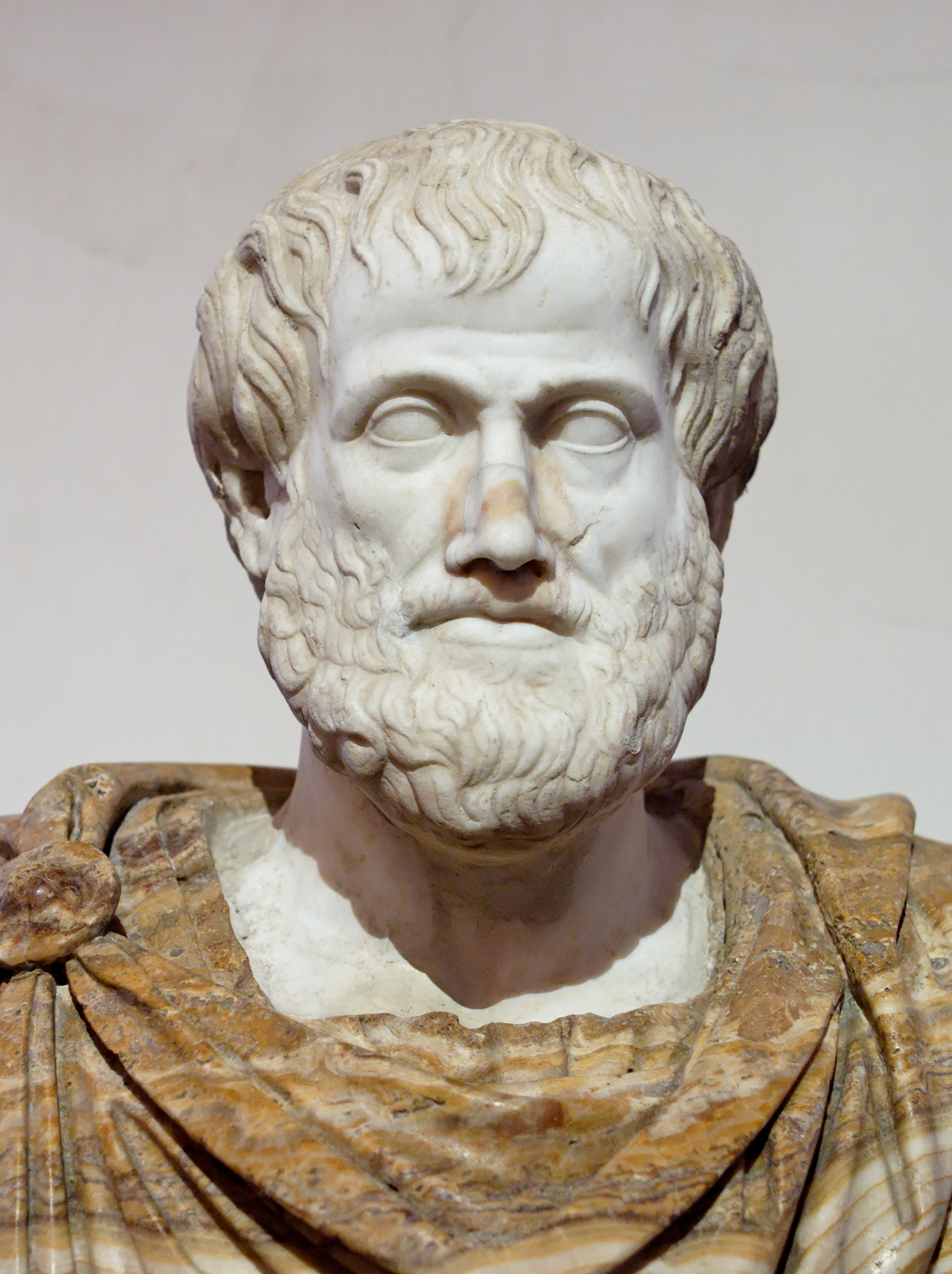
Aristóteles.

En filosofía de las matemáticas, el realismo aristotélico sostiene que las matemáticas estudian propiedades como la simetría, la continuidad y el orden que pueden realizarse literalmente en el mundo físico. Por ejemplo, el número 4 se realiza en la relación entre un montón de loros y en el universal "ser un loro" que divide el montón en tantos loros.
Aristóteles considera que los objetos matemáticos son, a diferencia de Platón, abstracciones de objetos y realidades materiales dependientes del mundo físico y no podían tener realidad aparte de las cosas empíricas. No son o existen per se, sino en los objetos individuales o en el intelecto como seres en potencia. Las matemáticas carecen de universalidad. Según Aristóteles en la Metafísica, hay "una ciencia que estudia el ser en tanto que ser y los accidentes propios del ser [...] diferente de todas las ciencias particulares" que sólo tratan del ser bajo cierto punto de vista, sus accidentes, y "en este caso están las ciencias matemáticas". Por eso los seres matemáticos no son sustancias, pues "la forma sustancial es la esencia; el número, por lo contrario, expresa la materia: un número de carne, de hueso". En las Categorías, llama a estos seres sustancias segundas, ya que la categoría de cantidad es posterior a la de sustancia. Las entidades matemáticas son todos los objetos potenciales del intelecto que dan una idea de la belleza y un placer intelectual.
Aristóteles criticó las ideas platónicas afirmando que el verdadero ser se encuentra no en lo universal, sino en lo individual. Este es el origen y la base de un realismo filosófico moderado, que sostiene que los conceptos universales son realidades en la mente y aunque carecen de existencia independiente, tienen su fundamento en las cosas existentes. Los defensores más conocidos son Alberto Magno y Tomás de Aquino. La Sydney School adoptó una noción realista neoaristotélica de las matemáticas frente el platonismo y el nominalismo. También se ha considerado a Nicolai Hartmann y Penelope Maddy como aristotélicos en sus filosofías sobre las matemáticas. La aritmética euclidiana desarrollada por John Penn Mayberry en su libro The Foundations of Mathematics in the Theory of Sets también cae en la tradición realista aristotélica.

### Formalismo

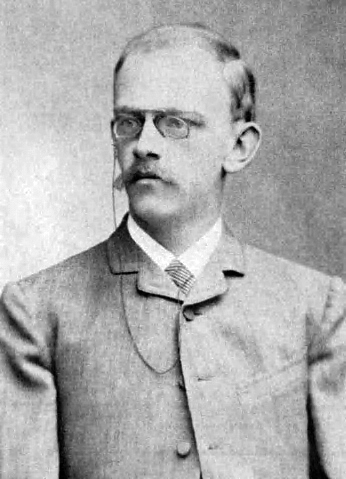
David Hilbert.

El formalismo matemático entiende las matemáticas “puras” como un juego (en el sentido de Wittgenstein), basado en un cierto conjunto de reglas para manipular cadenas de caracteres: "...el programa del formalismo matemático consiste en construir la Matemática como un sistema lógico-formal puro, cuya condición fundamental es la ausencia de contradicción, prescindiendo de todo tipo de contenido; se trata, pues, de un sistema formal vacío. Este sistema formal estaría integrado por uno o más conjuntos de elementos fundamentales, por relaciones definidas entre los elementos de estos conjuntos y por proposiciones reguladoras de estas relaciones (proposiciones que comprenden los axiomas y las demás proposiciones de ellos deducidas: los teoremas). Por ejemplo, en el juego de geometría euclidiana se obtiene el teorema de Pitágoras combinando ciertas cadenas (los axiomas) según determinadas reglas (las del razonamiento lógico).
David Hilbert es generalmente considerado fundador del formalismo moderno. Su interés era la construcción axiomática consistente y completa de la totalidad de las matemáticas, seleccionando como punto de partida los números naturales y asumiendo que mediante el uso de axiomas se obvía la necesidad de definir los objetos básicos (op. cit) con el fin de lograr un sistema completo y consistente (ver Programa de Hilbert).
En esta visión los enunciados matemáticos pierden el carácter de verdades; dejan de ser, en última instancia, proposiciones "sobre algo". Lo que importa son las relaciones que se establecen entre ellos: "Hilbert sostiene que la verdadera importancia en la construcción de los saberes matemáticos no es el resultado numérico, sino la ley de cómo estructurar las relaciones entre los objetos matemáticos.... Las reglas que enlazan funcionalmente los objetos con su sistema de referencia formarán parte de un Sistema Formalizado Matemático; en donde, se entiende como formalización a un conjunto de leyes descubiertas en el seno de su misma estructura, la que mantiene su consistencia en las demostraciones."
Otro matemático que fue inspirado por el formalismo fue Haskell Curry, generalmente considerado el fundador de la lógica combinatoria.
A pesar de que esta propuesta fue de corta duración, debido al teorema de incompletitud de Gödel, que demostró que cualquier sistema de axiomas que incluya los números naturales es o bien incompleto o bien contradictorio, llegó, de facto, a constituir la posición más aceptada entre los matemáticos hasta el último cuarto del siglo XX: "Los años setenta vieron decaer la tendencia formalista, representada por el grupo Bourbaki, seudónimo de varias generaciones de matemáticos franceses,"

### Deductivismo
En filosofía de las matemáticas, el deductivismo, o a veces si-entoncismo (del inglés if-thenism), es una variante del formalismo que propone que el trabajo del matemático consiste en derivar proposiciones a partir de la asunción de que ciertas otras son correctas (si A, entonces B). Tradicionalmente se ha asumido que esas proposiciones básicas (o axiomas) son o deberían ser indudablemente correctas. Pero eso no es ni necesariamente correcto ni necesario. No es necesario porque la matemática no necesita fundaciones indudables, y no es necesariamente correcto porque, de hecho, la matemática trabaja perfectamente (especialmente en el área de las matemáticas aplicadas) sobre la base que los axiomas son presumiblemente correctos y presumiblemente coherentes y que las inferencias que siguen de esos presumibles axiomas son presumiblemente posibles (en el sentido que se puede crear un modelo matemático a partir de ellas).
Los deductivistas requieren que toda y cada prueba matemática sea una deducción. Ellos reconocen que no todas tales pruebas son estrictamente válidas (véase Validez (epistemología) y Validez (lógica)) pero consideran que toda prueba informal debe ser completable como deducción para ser considerada válida.
Por ejemplo, el deductivismo considera que el teorema de Pitágoras no es verdadero sin más, sino solo en relación con ciertos supuestos. Si a las cadenas se les asignan significados, de tal manera que los axiomas sean verdaderos y reglas de inferencia sean válidas, entonces se obtienen «conclusiones ciertas», tales como el teorema de Pitágoras. En este sentido, el formalismo no sigue siendo obligatoriamente un juego simbólico sin sentido. El matemático puede confiar, en cambio, que existe una interpretación de las cadenas de caracteres sugerida por ejemplo por la física o por otras ciencias naturales, tal que las reglas conduzcan a «afirmaciones verdaderas». Por lo tanto un matemático deductivista se puede mantener al margen tanto de la responsabilidad por la interpretación como de las dificultades ontológicas de los filósofos.
En 1967, Hilary Putnam revivió una idea de Bertrand Russell —el «si-entoncismo» (if-thenism)— e introdujo el deductivismo como una respuesta a algunos problemas con el logicismo en Principia Mathematica. Putnam propone considerar las matemáticas como el estudio de las consecuencias de los axiomas, usando teoría de modelos. En consecuencia interpreta las proposiciones matemáticas como refiriéndose a un posible modelo para esas proposiciones. A diferencia de la sugerencia logicista de Russell y otros, el deductivismo basa y transforma la matemática en una lógica con un sentido mucho más amplio que el sentido logicista. La lógica deductivista incluye, por ejemplo, la teoría de conjuntos necesaria para estudiar las consecuencias que siguen de axiomas. El logicismo podría ser solo una versión del deductivismo, usando una concepción más restrictiva de la lógica matemática.

### Convencionalismo
El matemático francés Henri Poincaré fue uno de los primeros en articular una visión convencionalista. El uso de Poincaré de geometrías no euclidianas en su trabajo sobre ecuaciones diferenciales lo convenció de que la geometría euclidiana no debería considerarse una verdad a priori. Sostuvo que los axiomas en geometría deberían elegirse por los resultados que producen, no por su aparente coherencia con las intuiciones humanas sobre el mundo físico.

### Intuicionismo

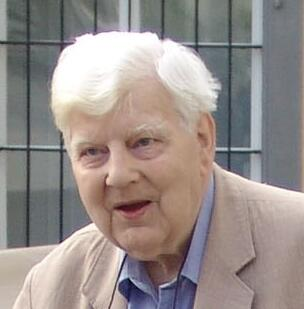
Michael Dummett.

El intuicionismo matemático rechaza tanto la sugerencia logicista como la formalista, proponiendo que el conocimiento matemático se basa en la aprehensión -que antecede cualquier lenguaje o lógica- de algunos conceptos matemáticos básicos. Este intuicionismo se origina sobre la base de las ideas de Kant y Schopenhauer en la propuesta de L. E. J. Brouwer que el saber matemático se basa en la intuición primordial de los números naturales ( 1, 2, 3... ). Cada uno de esos números puede, a partir de la intuición básica del 1, ser "construido" agregando 1 al anterior. (Nótese que esto introduce un elemento temporal - ver D. Pareja. op. ci).
A partir de lo anterior, el resto de la matemática puede (y debe) ser construida de forma explícita y rigurosa, lo que requiere un método claro y preciso- Solo entidades cuya existencia (positiva o negativa) haya sido demostrada de tal manera, o por medio de tal método, tienen validez matemática. Parafraseando el dicho platonista, se podría decir que, desde el punto de vista intuicionista, las verdades matemáticas no se descubren, se crean.
Entre otras consecuencias de lo anterior se encuentra la restricción del principio del tercero excluido: saber que una proposición es falsa implica, para los intuicionistas, poder demostrar esa falsedad. (ver, por ejemplo, Lógica intuicionista). Sigue que, en un momento dado (por ejemplo, el presente) es perfectamente posible que haya proposiciones acerca de las cuales no tenemos certeza acerca de si son correctas o no. (nótese que esto introduce, nuevamente, un elemento temporal en la "verdad" matemática). (Lo anterior no es un rechazo absoluto del principio. Los intuicionistas lo utilizan en situaciones específicas -por ejemplo, en el caso de conjuntos bien definidos y finitos. Ver: Aritmética de Heyting).
Otras diferencias con lo que se puede considerar matemáticas clásicas se encuentran en la concepción del infinito y la del continuo. Para los intuicionistas un (cualquier) ente es válido si y solo si puede ser construido por medio de un procedimiento especificado y con un número finito de pasos o operaciones (este procedimiento puede ser un algoritmo o algún otro que siga una regla: por ejemplo: arrojar un dado veinte mil veces a fin de generar cualquier número). Pero ¿cuál procedimiento específico y finito puede generar el infinito? Cualquier procedimiento que escojamos solo nos dará algún número concreto. Consecuentemente, el infinito intuicionista es solo potencial, a diferencia del "infinito oficial" que lo concibe como "una totalidad completa y acabada.". Si bien esta diferencia es más bien metafísica (op. cit), argumentablemente sin consecuencias mayores para la práctica matemática, es la introducción a la diferencia sobre la concepción del continuo, que si tiene tales consecuencias. (op. cit, esp p 108).
El concepto intuicionista del continuo rechaza la concepción axiomática clásica (de Cantor y Zermelo, etc ver Hipótesis del continuo, etc), basada en la teoría de conjuntos y sugiere utilizar una especie de "principio de elección" (choice principles que Brouwer llama "secuencias de elecciones libres"), basado en la intuición que, entre dos puntos (o números) cualquiera, un matemático puede elegir libremente otro punto o número, y así indefinidamente: “El continuo lineal no puede ser agotado por la interpolación de nuevas unidades. Y no puede por lo tanto ser pensado como una mera colección de unidades.”. (al respecto de todo esto, ver: "El Error de Cantor").
La introducción de secuencias de elecciones tiene varias consecuencias difíciles de aceptar para la matemática no intuicionista. Como ejemplos, la demostración intuicionista del teorema de la barra (bar theorema) y el teorema del abanico (fan theoreme).
Aparte de Arend Heyting, otros matemáticos y lógicos de nota influidos por esta visión incluyen: Hermann Weyl, quien promovió una visión constructivista de la matemáticas. La aplicación del intuicionismo a la topología por Alfred Tarski; los trabajos matemáticos de Andréi Kolmogórov y los de Andréi Márkov y los desarrollos de una lógica intuicionista por Saul Kripke.
Entre los filósofos que continúan esta tradición encontramos Michael Dummett.

### Logicismo

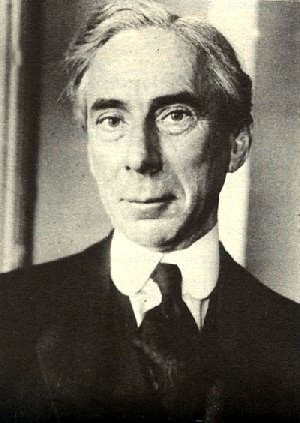
Bertrand Russell.

En filosofía de las matemáticas, el logicismo es la doctrina que sostiene que la matemática es en algún sentido importante reducible a la lógica, o en otras palabras que las matemáticas son básicamente una extensión de la lógica. Los logicistas sostienen que las matemáticas se pueden conocer a priori, pero sugieren que nuestro conocimiento de las matemáticas es solo parte de nuestro conocimiento de la lógica en general, y por lo tanto es analítico y no requiere ninguna facultad especial de intuición matemática. Desde este punto de vista, la lógica es el fundamento adecuado de las matemáticas y todas las afirmaciones matemáticas son verdades lógicas necesarias.
Rudolf Carnap (1931) presenta la tesis logicista en dos partes:
1. Los conceptos matemáticos se pueden derivar de conceptos lógicos a través de definiciones explícitas
2. Los teoremas de las matemáticas se pueden derivar de axiomas lógicos a través de deducciones puramente lógicas

### Constructivismo
En filosofía de las matemáticas, el constructivismo o escuela constructivista requiere para la prueba de la existencia de un objeto matemático, que este pueda ser encontrado o «construido». Para esta escuela no es suficiente la prueba por contradicción clásica (reducción al absurdo) que consiste en suponer que un objeto X no existe y partiendo de esta premisa derivar una contradicción. Según los constructivistas tal procedimiento no permite encontrar el objeto estudiado y en consecuencia su existencia no está realmente probada. La posición opuesta se denomina platonismo matemático.
Se confunde frecuentemente el constructivismo con el intuicionismo cuando en realidad este último no es sino un tipo de constructivismo. Para el intuicionismo, las bases fundamentales de las matemáticas se encuentran en lo que denominan la intuición matemática, haciendo en consecuencia de esta una actividad instrínsecamente subjetiva. El constructivismo no adopta en general dicha postura y es completamente compatible con la concepción objetiva de las matemáticas.
Erret Bishop propuso el constructivismo a partir de las sugerencias de Brouwer y Márkov, pero modificando algunas percepciones de los autores mencionados de tal manera que la propuesta constructivista resulta más restrictiva que las sugerencias de Brouwer y Márkov pero, al mismo tiempo, logra que todos sus teoremas resulten compatibles tanto con esas sugerencias como con las de la matemática clásica, cosa que no ocurre con las otras dos. Bishop logra esta flexibilidad a través de no definir lo que llama "rutinas finitas" (algoritmos) que constituyen el proceso de demostración. Si bien esto parece introducir una cierta falta de precisión, fuerza a quienes practican esta aproximación a utilizar estrictamente la lógica intuicionista. Parece ser que utilizar tal lógica equivale a practicar matemática algorítmica formal. Si eso fuera el caso, la aproximación intuicionista podría ser implementada en relación con cualquier objeto matemático, no solo esa clase especial de «objetos constructivos».

### Estructuralismo
En filosofía de las matemáticas, el estructuralismo considera las matemáticas principalmente como una ciencia que se ocupa de las estructuras generales, es decir, las relaciones de los elementos dentro de un sistema.
Según Stewart Shapiro, «El estructuralismo matemático es similar, en algunos aspectos, al punto de vista funcionalista en, por ejemplo, la filosofía de la mente. Una definición funcional es, en efecto, estructural, ya que, también se centra en las relaciones que los elementos definidos tienen el uno al otro. La diferencia es que las estructuras matemáticas son más abstractas, y autónomas, en el sentido de que no hay restricciones sobre el tipo de cosas que pueden ejemplificar.»
Para ilustrar lo anterior, considérese un «sistema ejemplo» tal como la administración de un club deportivo. Los distintos cargos (presidente, auditor, tesorero, etc.) son independientes de las personas que asumen esas tareas. Considerando sólo el esquema de los cargos (y por tanto «omitiendo» las personas reales que trabajan en ellos), se obtiene la estructura general de una asociación. El club en sí, con las personas que han tomado posesión de los cargos, ejemplifica esta estructura.
Del mismo modo, cualquier sistema cuyos elementos tengan un sucesor único ejemplifica la estructura de los números naturales. Lo mismo se aplica a otros objetos matemáticos. Puesto que el estructuralismo no considera los objetos, tales como números, de manera separada de su totalidad o estructura, sino que más bien los considera como "espacios en una estructura", esquiva la cuestión de la existencia de los objetos matemáticos y los explica como errores categoriales. Así, por ejemplo, el número dos, en tanto número natural, ya no se puede considerar en forma separada de la estructura de los números naturales, sino como el identificador del «segundo lugar en la estructura de los números naturales»: no tiene propiedades internas ni una estructura propia. En consecuencia, existen tanto variantes del estructuralismo que asumen la existencia de los objetos matemáticos, como otras que rechazan su existencia
Los problemas con esta corriente surgen principalmente de la cuestión de las propiedades y el ser de las estructuras. Al igual que en el problema de los universales es aparente que las «estructuras» son algo que puede aplicarse a muchos sistemas simultáneamente. Por ejemplo, la estructura de un equipo de fútbol es ciertamente ejemplificado por miles de equipos. Esto plantea la cuestión de si y cómo las estructuras existen, si acaso existen independientes de los sistemas. Otras cuestiones pendientes están relacionadas con el acceso a las estructuras y la de ¿cómo podemos aprender acerca de ellas?

### Ficcionalismo
En filosofía de las matemáticas, el ficcionalismo considera que las proposiciones y teorías matemáticas pretenden ser sobre objetos matemáticos abstractos, como sugiere el platonismo, pero no existen cosas tales como objetos abstractos, y por lo tanto las teorías matemáticas no son ciertas.

### Empirismo

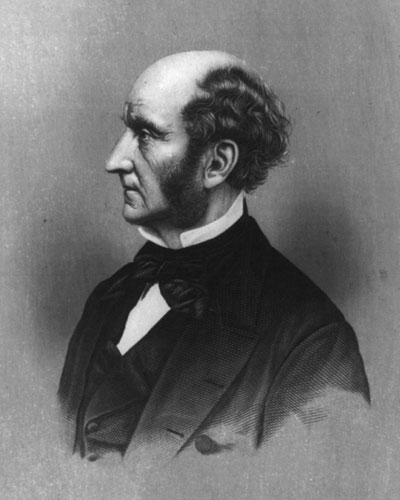
John Stuart Mill.

El empirismo matemático puede trazarse a la obra Un sistema de lógica de John Stuart Mill al afirmar que las matemáticas son "ciencia empírica de validez más general". Para Mill, los conceptos matemáticos proceden del mundo físico y las verdades de la matemática son verdades acerca del mundo físico, aunque de un carácter más general. Las verdades matemáticas serían las verdades más generales de todas (Dummett 1998, pp. 125-126). Mill propuso que los principios matemáticos y las conclusiones de la ciencia deductiva (como la geometría, aritmética, álgebra...) son inductivas. Los axiomas se basan en la observación y en generalizaciones a partir de experiencias repetidas. Por ejemplo, 2 + 2 y 3 + 1 son necesariamente iguales porque un grupo de 4 cosas puede disponerse en dos grupos de 2 cosas y en un grupo de 3 cosas y otro de 1. El epicúreo Zenón de Sidón anticipó a Mill en esta teoría matemática inductiva. Mill cree que este punto de vista "debe esperarse la recepción más desfavorable". Gottlob Frege reprendió muchas de las ideas de Mill sobre la filosofía de las matemáticas en su obra Los fundamentos de la aritmética.
A pesar de que la sugerencia de Mill no despertó gran interés entre matemáticos (P Kitcher: "el problema que muchas de sus formulaciones son imprecisas (casi invitando las bien conocidas ironías de Frege) y, en adición, Mill solo considera las más rudimentarias partes de la matemáticas"), la idea básica fue eventualmente retomada por dos autores: Stephan Körner y László Kalmár. Para Körner, "las teorías científicas integradas en la matemática funcionan y están justificadas, junto con su marco de trabajo matemático como constituyentes sincategoremáticos de las proposiciones empíricas ". Para Kalmar "los axiomas de cualquier rama interesante de las matemáticas fueron originalmente extraídos, más o menos directamente, de los hechos empíricos, y las reglas de inferencia utilizadas en ella originalmente manifestaron su validez universal en nuestra práctica del pensamiento; III) la consistencia de la mayoría de nuestros sistemas formales es un hecho empírico, (y) aun cuando se ha demostrado, la aceptabilidad de los métodos metamatemáticos utilizados en la prueba (por ejemplo inducción transfinita hasta cierto ordinal constructivo) es de nuevo un hecho empírico.".
Esta visión ha sido expandida por, entre otros, Philip Kitcher, quien busca sistematizarla; Carl E. Behrens, quien sugiere que "Al rehabilitar el empirismo de John Stuart Mill y combinarlo con el conocimiento cada vez mayor de la naturaleza de la mente humana, podemos escapar del indefinible universo platónico de la conciencia inmaterial y abandonar la vana búsqueda por la certidumbre que ha plagado la filosofía desde los tiempos de los griegos.

### Cuasi-empirismo
El término cuasi-empirismo fue introducido por Imre Lakatos a fin de enfatizar un punto crucial de su sugerencia: "Una teoría euclidiana puede ser proclamada verdadera. Una teoría cuasi-empírica puede —a lo más— ser bien corroborada, pero es siempre conjetural. Adicionalmente, en una teoría Euclidiana los postulados verdaderos básicos en "la cumbre" del sistema deductivo (generalmente llamados 'axiomas') demuestran, por así decirlo, el resto del sistema; en una teoría cuasi-empírica los postulados básicos (verdaderos) son explicados por el resto del sistema." (op cit, sección 2).
"El cuasi-empirismo postula que para entender y explicar las matemáticas no basta con analizar su estructura lógica ni su lenguaje sino que hay que estudiar su práctica real, la manera en que efectivamente las aplican los matemáticos, las enseñan los profesores y las aprenden los estudiantes, su historia, las revoluciones que ocurren en ellas, los paradigmas y los programas que dominan, las comunidades de matemáticos, el tipo de retórica que se emplea en ellas y el papel que juega el conocimiento matemático en las distintas sociedades y culturas."
- El cuasi empirismo de Lakatos: Lakatos plantea que la supuesta necesidad lógica (o verdad a priori) de las matemáticas deriva de que nos hemos olvidado, no conocemos, o no valoramos adecuadamente el proceso de pruebas y refutaciones informales, siempre falibles, por medio del cual se llega a las pruebas formales que después dan lugar a las axiomatizaciones. Lakatos propone que: 1) las pruebas formales son falseables por medio de las pruebas informales; 2) el proceder de las matemáticas no es axiomático, como plantean los formalistas, sino basado en una sucesión de pruebas y refutaciones que sólo llegan a resultados falibles; 3) el intento de proveer de fundamentos a las matemáticas conlleva un retroceso al infinito; 4) la historia de las matemáticas debe ser estudiada no a través de teorías aisladas sino de series de teorías o, mejor aún, de programas de investigación que incluyen un núcleo firme no falseable y un cinturón protector de hipótesis auxiliares que sí son falseables, pero que son modificables;10 5) debemos preferir no el programa matemático que esté completamente axiomatizado sino el que sea progresivo, esto es, el que permita descubrir hechos nuevos e inesperados.[124]
- El cuasi empirismo de Putman: Hilary Putnam parte de las tesis quineanas acerca del holismo de las teorías y la naturalización de la epistemología, pero también, como su maestro Reichenbach, del impacto de la física moderna en nuestra concepción de la ciencia y de la realidad. En las matemáticas, según Putnam, hay un juego entre postulación, pruebas informales o cuasi-empíricas y revolución conceptual. Putnam reconoce que las matemáticas no son ciencias experimentales y que son más a priori que, por ejemplo, la física, sin embargo señala que la distinción entre lo a priori y lo a posteriori es más bien relativa: que algo sea a priori significa, simplemente, que juega un papel fundamental en nuestra concepción del mundo o en nuestra forma de vida y que, por tanto, no estamos dispuestos a renunciar a ello. Concretamente, la teoría de conjuntos es indispensable para la física[cita requerida], por ello, las entidades sobre las cuales cuantifica, a saber, los conjuntos, deben ser considerados como reales, pues no se puede aceptar el conocimiento que proporciona la física sin aceptar dichas entidades o, mejor dicho, al aceptar el conocimiento de la física, ya se ha aceptado, implícitamente, la teoría de conjuntos. Así, las matemáticas comparten el contenido empírico con las teorías físicas de las que forman parte y se modifican junto con ellas.

### Psicologismo
El psicologismo en la filosofía de las matemáticas es la posición en la que los conceptos y / o verdades matemáticos se basan en hechos (o leyes) psicológicos o se derivan de ellos o se explican por ellos. John Stuart Mill parece haber sido un defensor de un tipo de psicologismo lógico, al igual que muchos lógicos alemanes del siglo XIX como Christoph Sigwart y Johann Eduard Erdmann, así como una serie de psicólogos, por ejemplo, Gustave Le Bon.
Gottlob Frege criticó el psicologismo en sus Los fundamentos de la aritmética y en muchas de sus obras y ensayos, incluida su revisión de la Filosofía de la aritmética de Husserl. Edmund Husserl, en el primer volumen de sus Investigaciones lógicas, llamado "Prolegómenos a la lógica pura", criticó a fondo el psicologismo y buscó distanciarse de él. El psicologismo también fue criticado por Charles Sanders Peirce y Maurice Merleau-Ponty. No obstante, modernas revisiones han acusado a las críticas de Frege y Husserl de cometer peticiones de principio, además de criticar las opiniones de ambos sobre la naturaleza de las leyes lógicas, especialmente que sean necesarias y únicas, ya examinados en los artículos de Quine, quien pidió un famoso regreso al psicologismo.

### Teísmo
William Lane Craig ha propuesto un argumento realista influenciado por la filosofía de las matemáticas. Este argumento gira en torno al hecho de que, mediante el uso de conceptos matemáticos, se puede descubrir mucho sobre el mundo natural. Por ejemplo, Craig escribe, Peter Higgs, y cualquier científico similar «pueden sentarse en su escritorio y, vertiendo [sic] sobre ecuaciones matemáticas, predicen la existencia de una partícula fundamental que, treinta años más tarde, después de invertir millones de dólares y miles de horas, los experimentadores finalmente son capaces de detectar». Nombra a las matemáticas como el «lenguaje de la naturaleza» y refuta dos posibles explicaciones para esto. En primer lugar, sugiere, la idea de que son entidades abstractas plantea la cuestión de su aplicación. En segundo lugar, responde al problema de si son meramente ficciones útiles, sugiriendo que eso pregunta por qué estas ficciones son tan útiles. Resumió su argumento de la siguiente manera:

A. Si Dios no existiera, la aplicabilidad de las matemáticas sería solo una feliz coincidencia.
B. La aplicabilidad de las matemáticas no es solo una feliz coincidencia.
C. Por lo tanto, Dios existe.
A. If God did not exist, the applicability of mathematics would be just a happy coincidence.
B. The applicability of mathematics is not just a happy coincidence.
C. Therefore, God exists.
William Lane Craig

Cita al físico y matemático húngaro Eugene Wigner (1902-1995) como una influencia en su pensamiento.
La idea central detrás de este argumento teísta es que la naturaleza inteligible o inteligibilidad propia de la(s) realidad(es) matemática(s) (y su manifiesta relación con la realidad física) encuentra explicación y sentido en último término por referencia a algún Intelecto Eterno o Divino (o Logos) trascendental que pueda ser el fundamento eterno de tales realidades/verdades matemáticas eternas o atemporales.
Cabe destacar también que esta concepción del Logos como el intelecto trascendente que dé sentido y orden racional al mundo no es en absoluto nueva en la tradición filosófica teísta; filósofos antiguos como Filón de Alejandría y el mismo San Agustín (uno de los más importantes filósofos de la tradición del cristianismo y uno de los Padres de la Iglesia) creían ya en concepciones similares de Dios; conceptos heredados y pulidos en una buena parte de filósofos griegos como Heráclito de Éfeso.